# 第一舞台 (北京)
第一舞台，位于今北京市西城区珠市口西大街路北，是一座剧院，现已无存。

## 简介
第一舞台位于前门外西柳树井（即今珠市口西大街）路北。民国元年（1912年），第一舞台筹备建立，1914年春末建成，1914年6月9日正式开业。1912年7月，京剧武生杨小楼应上海吕月樵、白文奎的邀请，到上海三马路大舞台演出，这是其父杨月楼出名之处。回北京后，杨小楼感到上海的新式舞台比北京的旧式戏园好，乃和名旦姚佩秋、商人殿阆仙筹备在北京建新式舞台。时值西柳树井路北的一家石头店倒闭，他们便购入该店及附近房屋。经一年多施工，1914年6月建成了“第一舞台”。第一舞台是北京最早的新式剧场之一，北京的保守派人士讥讽来这里看戏的观众是“花钱看戏园子”。
第一舞台临街有铁栅栏门一道，门内是空地。主楼有三个拱形大门。楼分为三层，一层为池座与廊座，二层前排为包厢，三层为散座。舞台为椭圆形，舞台中部设有人工转台，没有台柱，台口设有现代剧场通用的大幕。楼内可容大约2500名观众。这是北京当时最新最大的戏园，故称“第一舞台”。梅兰芳在《舞台生活四十年》中回忆：“这里的一切建筑、灯光，完全是模仿上海三马路大舞台的形式。”“在民国初年的北京，这应该算是首屈一指最新式的一个戏馆子了。”

## 历史
1914年6月9日，第一舞台开张首演，组织了日场戏和夜场戏。日场戏码是：占正亭《大回朝》、钱俊仙《镇潭州》、何桂山《钟馗嫁妹》、韦久峰《功臣宴》、钱金福和李连仲《英雄会》、贾洪林和程继仙《群英会》、姚佩秋《马上缘》、朱桂芳和许德义《蟠桃会》、王又宸《黄金台》、龚云甫《目莲救母》。其中龚云甫的《目莲救母》开创了老旦演大轴的先例。夜场戏码原订是：占正亭《飞虎山》、陈玉林《金钱豹》、许荫堂《打金枝》、金仲山和陈桐云《玉玲珑》、沈华轩《金锁阵》、王凤卿和朱幼芬《硃砂痣》、王瑶卿和路三宝《樊江关》。杨小楼当天作为老板接待来客，所以未演出。日场正戏之前演《跳加官》时（一说何佳山演《钟馗嫁妹》时），主楼前院内罩棚发生火灾，经消防队扑救才未烧到主楼。《顺天时报》等媒体报道了火灾。
后来第一舞台经修复改建，重新开业，每天演出夜场戏。杨小楼、董凤岩、刘鸿声、贾洪林、德如珺、金仲仁、王瑶卿、郭际湘、孙怡云、朱幼芬、阎岚秋、黄润甫、钱金福、萧长华等名角在这里演出。1915年，刘喜奎在第一舞台首演时装戏《新茶花》。1916年底，朱幼芬组建“桐馨社”，杨小楼、梅兰芳应邀加盟，首场演出是许荫棠《御碑亭》、高庆奎《卖马》、姜妙香《岳家庄》、九阵风（阎岚秋）《取金陵》、贾洪林和路三宝《乌龙院》、梅兰芳和王凤卿《汾河湾》、杨小楼《落马湖》。每在第一舞台演出大戏，杨小楼、梅兰芳合作的《长坂坡》必是大轴。1917年，杨小楼在第一舞台首演《安天会》。1919年，梅兰芳在第一舞台首演《木兰从军》。1922年2月15日（农历正月十九日），杨小楼、梅兰芳在第一舞台首演《霸王别姬》。
民国三年（1914年）农历七月七日，第一舞台上演节令戏《天河配》，台上出现可喷水的莲池，鹊桥上嵌很多小电灯泡，此戏连卖十多场票。演出时事新戏《枪毙阎瑞生》时，第一舞台将真的汽车和马都搬上台，这在北京的商业剧场中是首次，引起轰动。
但是，杨小楼不问财务，姚佩秋掌握财权却不善理财，商人殿阆仙因无权而不便多管，导致第一舞台经营多年后，当年建第一舞台时所借的华俄东方汇理银行贷款却始终未还。第一舞台经理宋介臣又得罪了该银行中方买办孙荩卿，孙荩卿乃买通司法处长白承颐，强行判决第一舞台欠东方汇理银行20万元，以10万元价格将第一舞台折价抵给孙荩卿，余款由杨小楼、姚佩秋、殿阆仙均摊偿还。于是，1919年第一舞台易主为孙荩卿，经理改成孙树仁。
每年“窝头会”（为贫困戏曲演员募捐）义务戏都在第一舞台演出。1929年农历新年“窝头会”的义务戏中，杨小楼、侯喜瑞、钱金福、于连泉（筱翠花）合演《战宛城》，尚小云、郝寿臣合演《法门寺》，程砚秋、朱琴心、姜妙香、尚和玉、陈德霖等也都参加演出。
1937年11月18日下午，第一舞台后台楼上电门走火，当天第一舞台无演出，火情被发现时已迟，大火燃烧约4小时，消防队扑救无果，第一舞台被全部烧毁。当时尚小云的“重庆社”正在第一舞台演出，在第一舞台存放的全部戏箱也被烧毁。第一舞台此后再未重建。
1938年2月14日，杨小楼病逝。杨小楼笤帚胡同寓所后院的两层青砖小楼，是用建设第一舞台的剩余物料兴建。